# Phra Nakhon
Phra Nakhon (tiếng Thái: พระนคร; IPA: [pʰráʔ náʔkʰɔ̄ːn]) là một quận của Bangkok, Thái Lan. Quận Phra Nakhon có diện tích 5,5 km², dân số là 51.231 người. Nó là quận trung tâm Bangkok, bao gồm Bán đảo Rattanakosin. Những quận xung quanh bao gồm, từ phía Bắc, theo chiều kim đồng hồ: Dusit, Pom Prap Sattru Phai, Samphanthawong, bắc qua Sông Chao Phraya, Thon Buri, Bangkok Yai, Bangkok Noi, và Bang Phlat.

## Lịch sử
Phra Nakhon từng là một amphoe (quận) đặt tên Chana Songkhram (อำเภอชนะสงคราม). Chính quyền đã được cải tổ vào ngày 15 tháng 10 năm 1915 với 25 quận mới được tạo ra trong nội thành Bangkok. Ngày 12 tháng 3 năm 1928, sáu quận bao gồm: Phahurat, Samran Rat, Phra Ratchawang, Chana Songkhram, Sam Yot, và Bang Khun Phrom sát nhập để lập nên Amphoe Phra Nakhon. Nó trở thành Khet (quận) Phra Nakhon vào năm 1972.

## Phân cấp hành chính

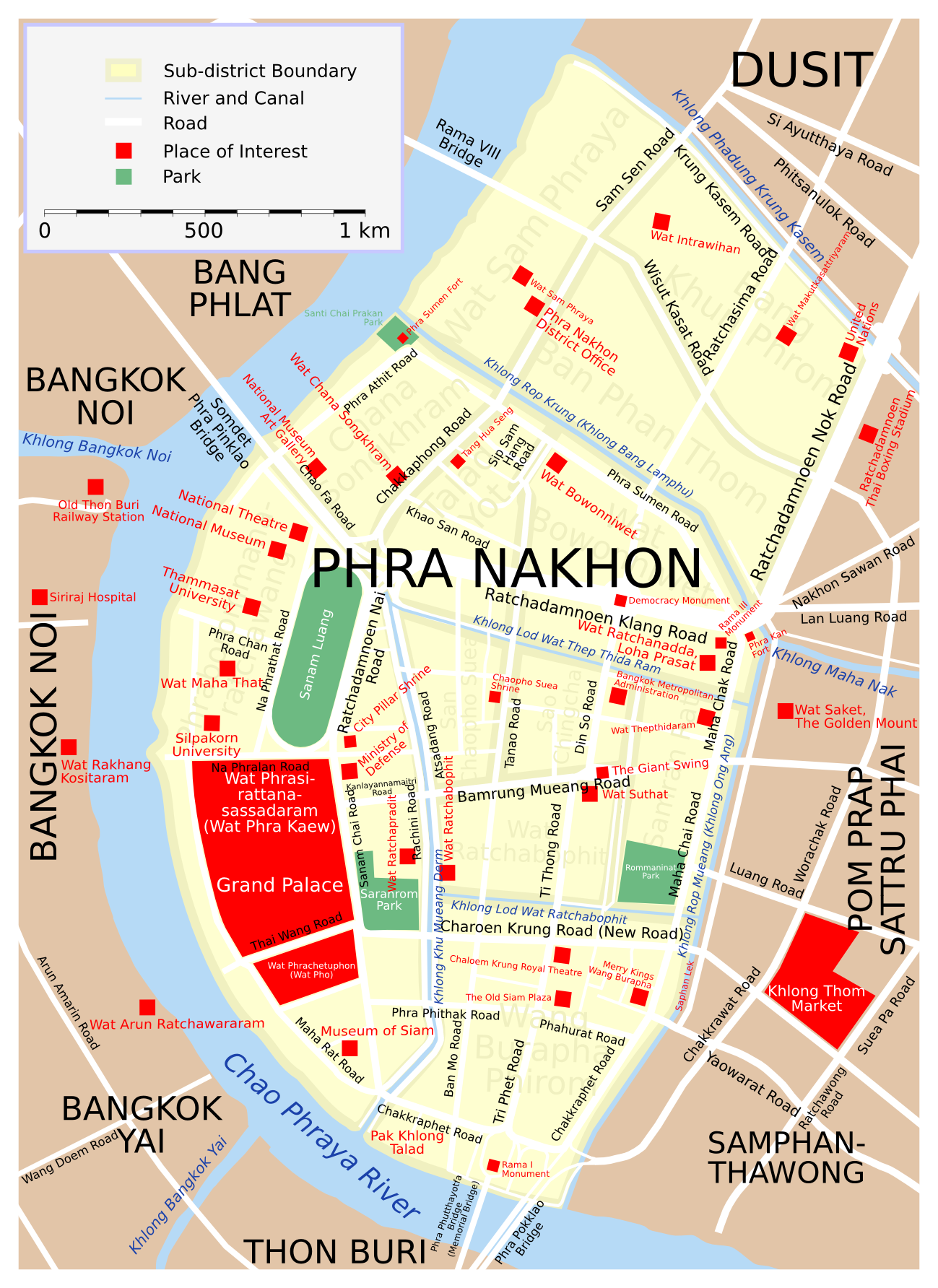
Bản đồ quận

Quận được chia thành 12 phân khu (Khwaeng).
| 1. | Phra Borom Maha Ratchawang | พระบรมมหาราชวัง |  | 7.  | Bowon Niwet     | บวรนิเวศ    |  |
| 2. | Wang Burapha Phirom        | วังบูรพาภิรมย์     |  | 8.  | Talat Yot       | ตลาดยอด    |  |
| 3. | Wat Ratchabophit           | วัดราชบพิธ       |  | 9.  | Chana Songkhram | ชนะสงคราม  |  |
| 4. | Samran Rat                 | สำราญราษฎร์     |  | 10. | Ban Phan Thom   | บ้านพานถม   |  |
| 5. | San Chaopho Suea           | ศาลเจ้าพ่อเสือ    |  | 11. | Bang Khun Phrom | บางขุนพรหม  |  |
| 6. | Sao Chingcha               | เสาชิงช้า        |  | 12. | Wat Sam Phraya  | วัดสามพระยา |  |

## Hình ảnh

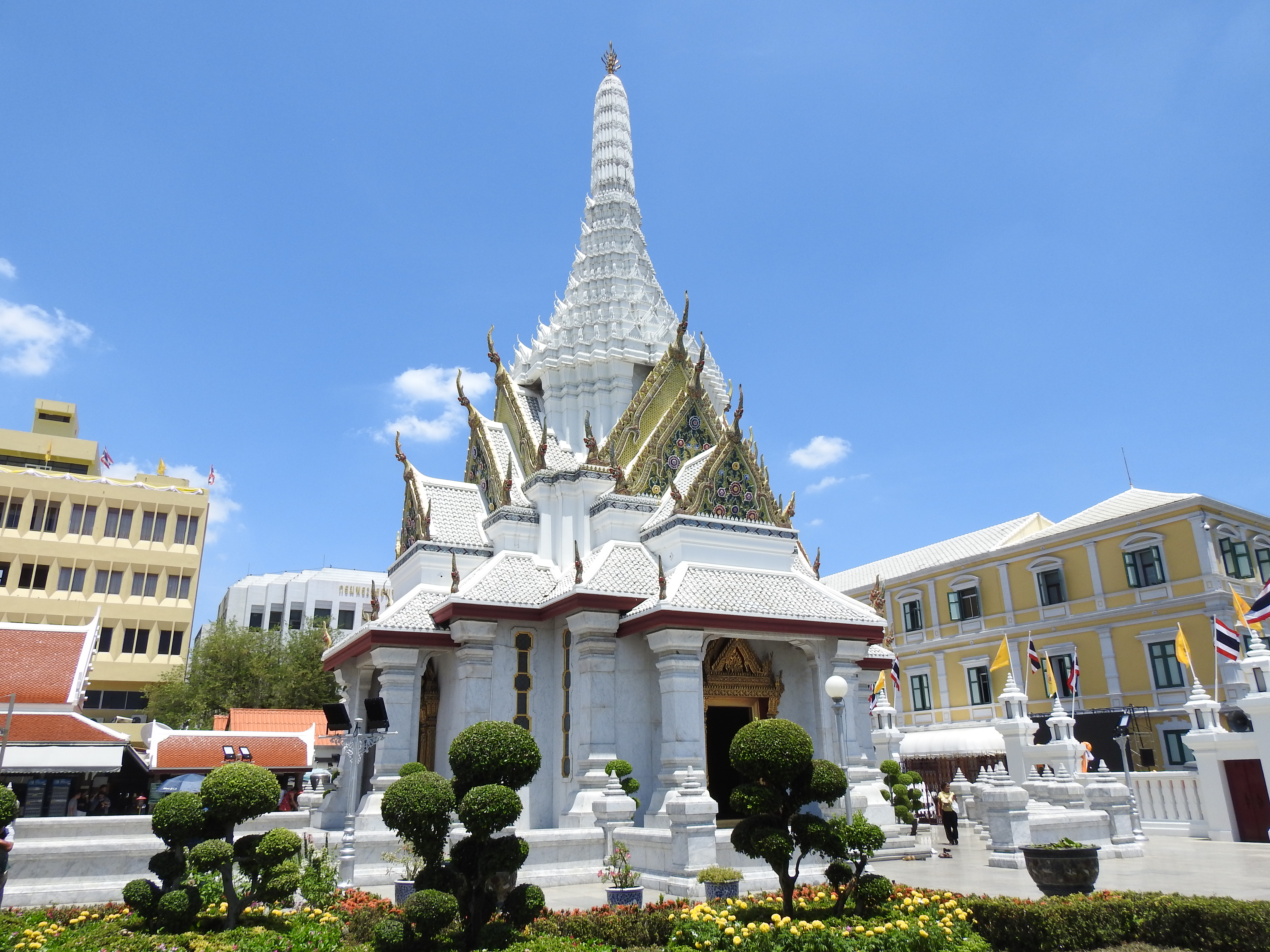
Đền thờ thành phố (หลักเมือง, Lak Mueang) giữa trung tâm Bangkok
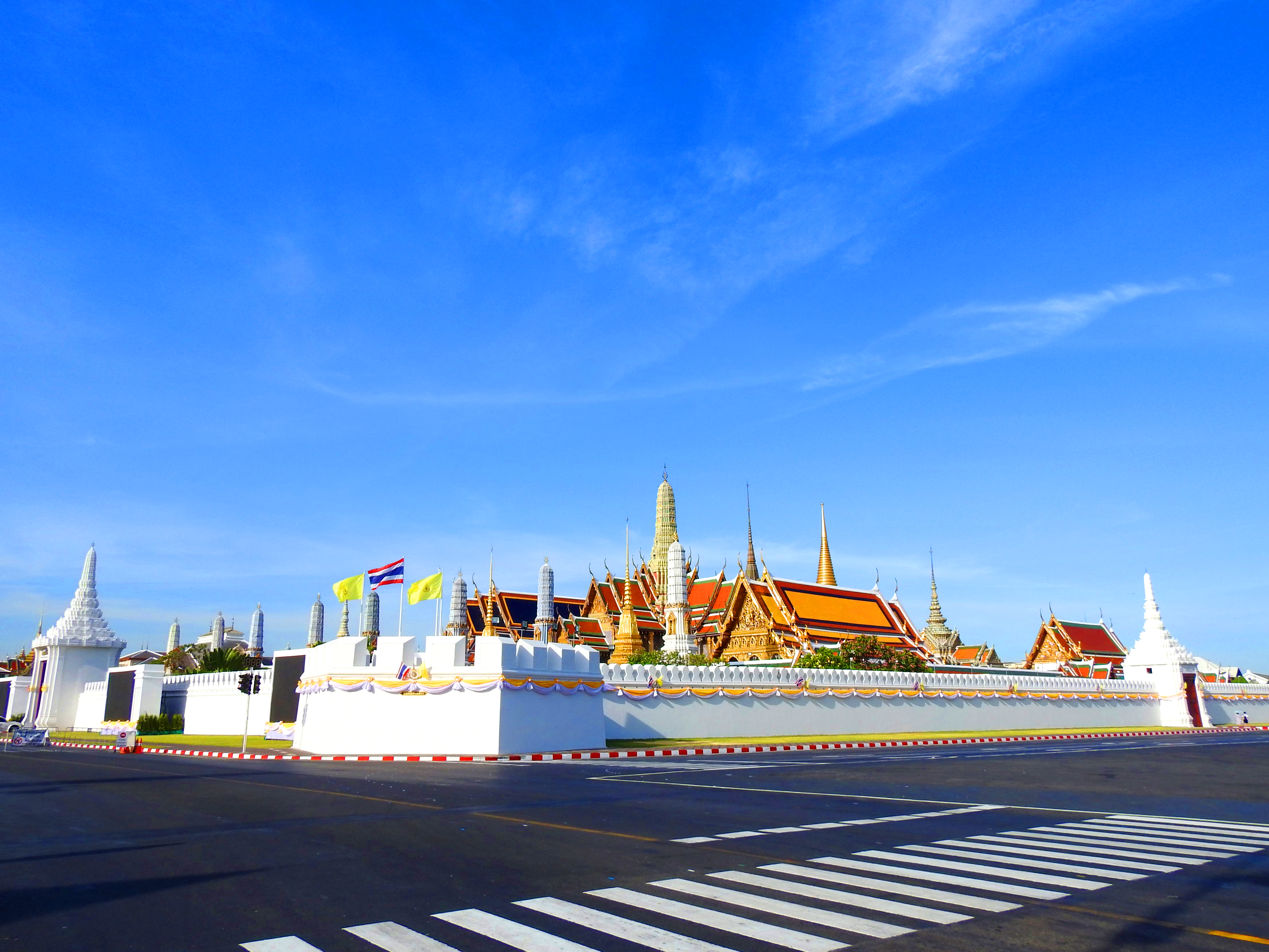
Cung điện Hoàng gia tại góc Sanam Luang
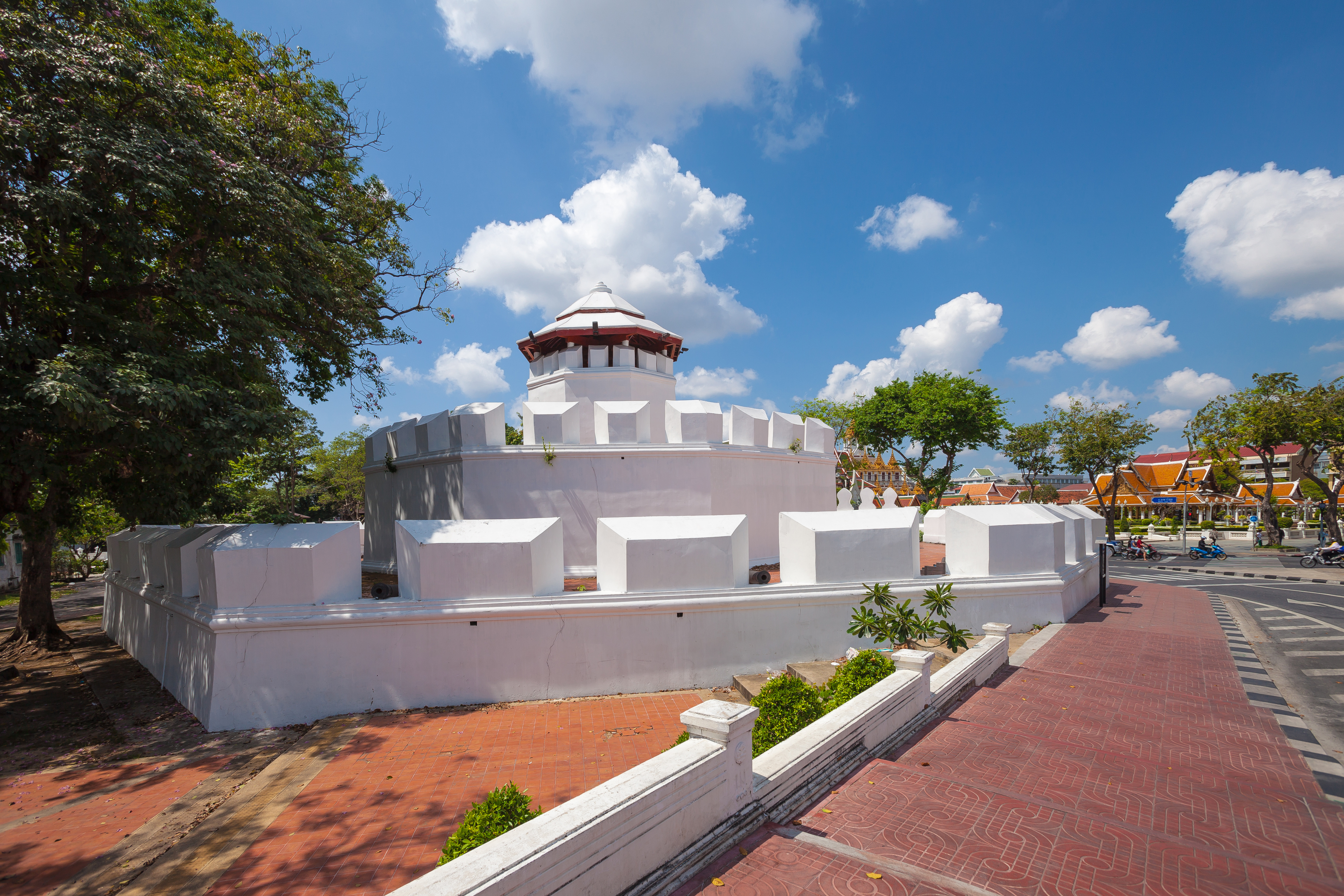
Pháo đài Mahakan, một trong 14 pháo đài bảo vệ Bangkok
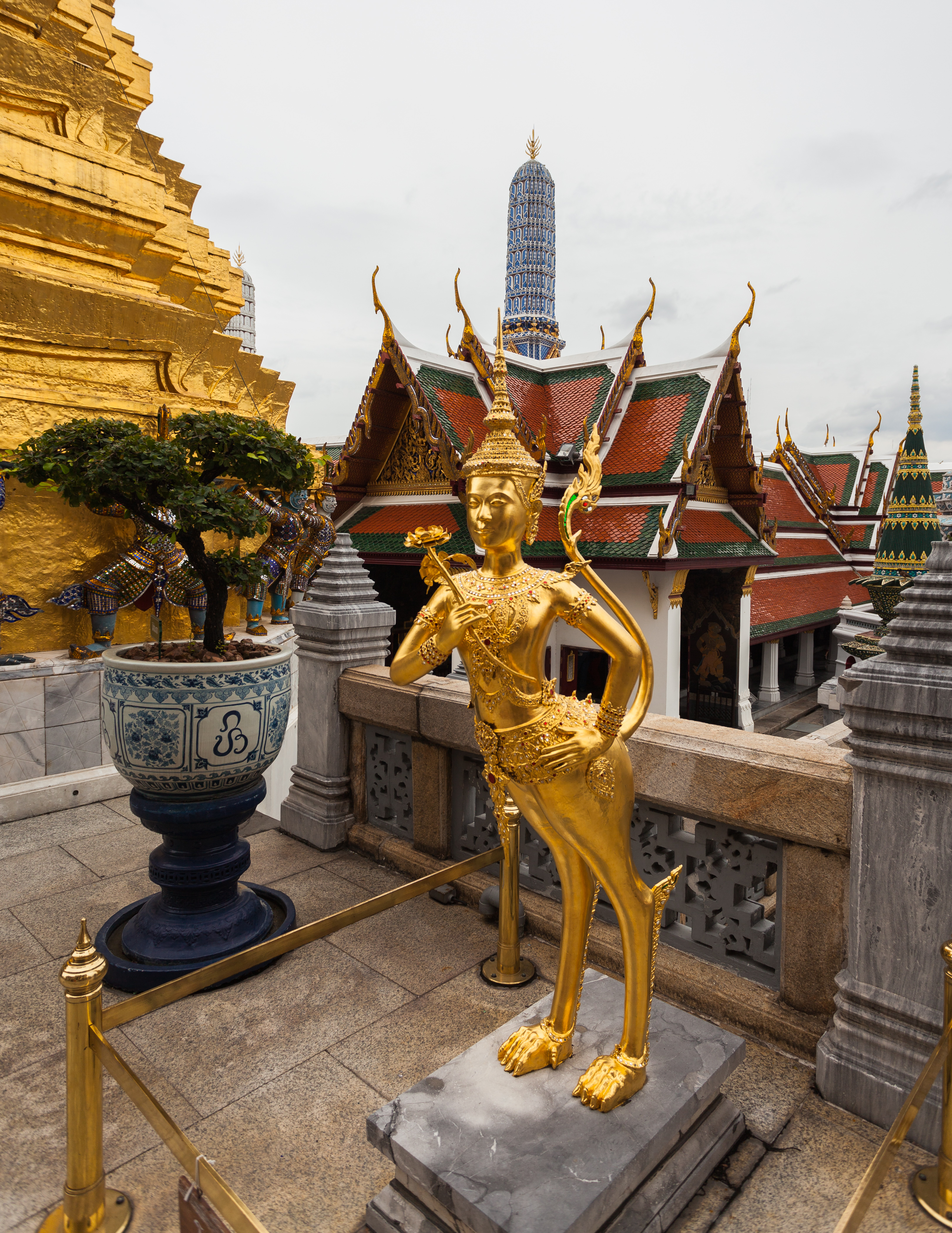
Tượng Kinnari bên trong Cung điện
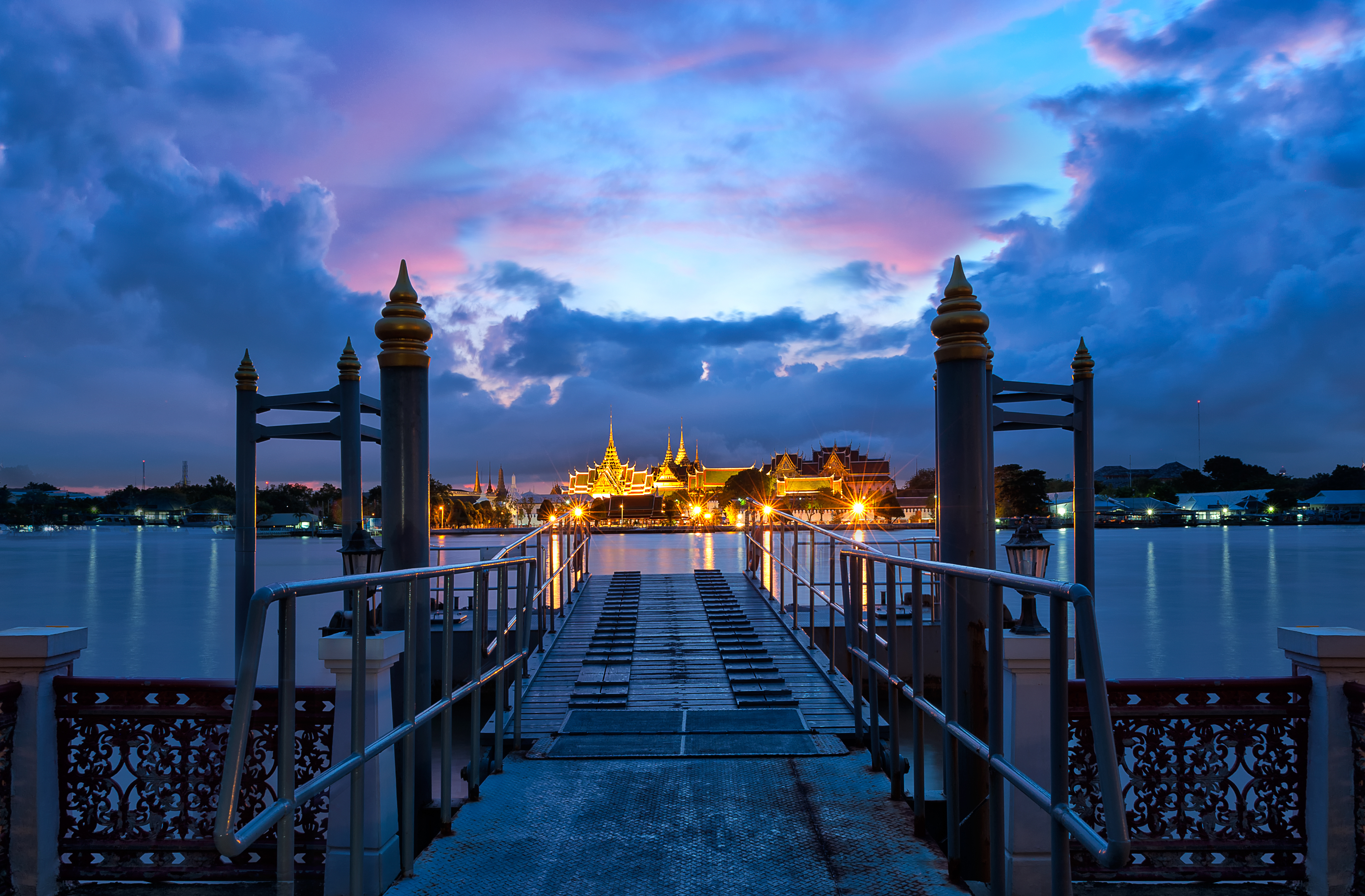
Cung điện nhìn từ phía Thonburi bắc qua sông Chao Phraya
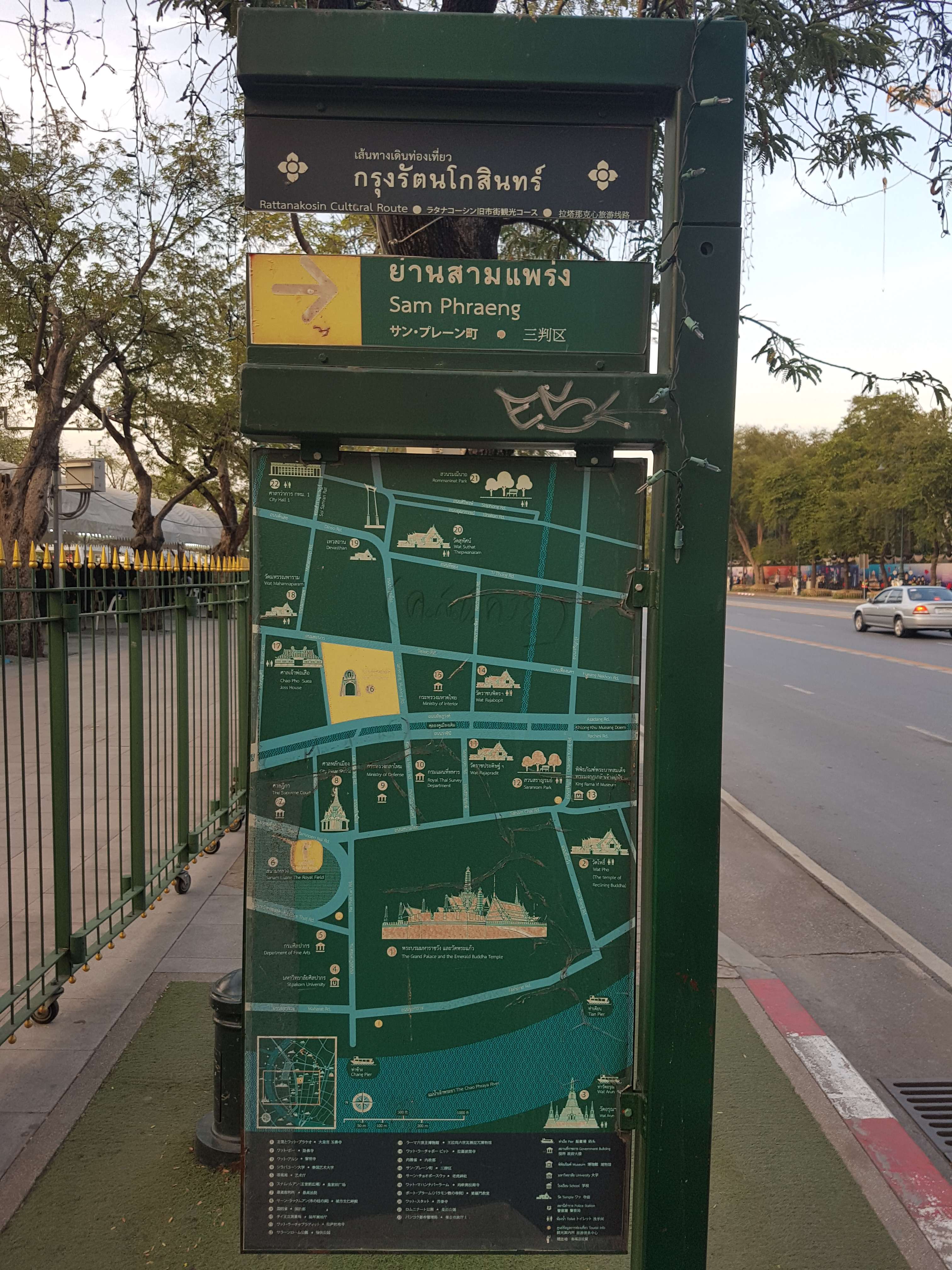
Biển chỉ dẫn du khách đặt tại Sanam Luang
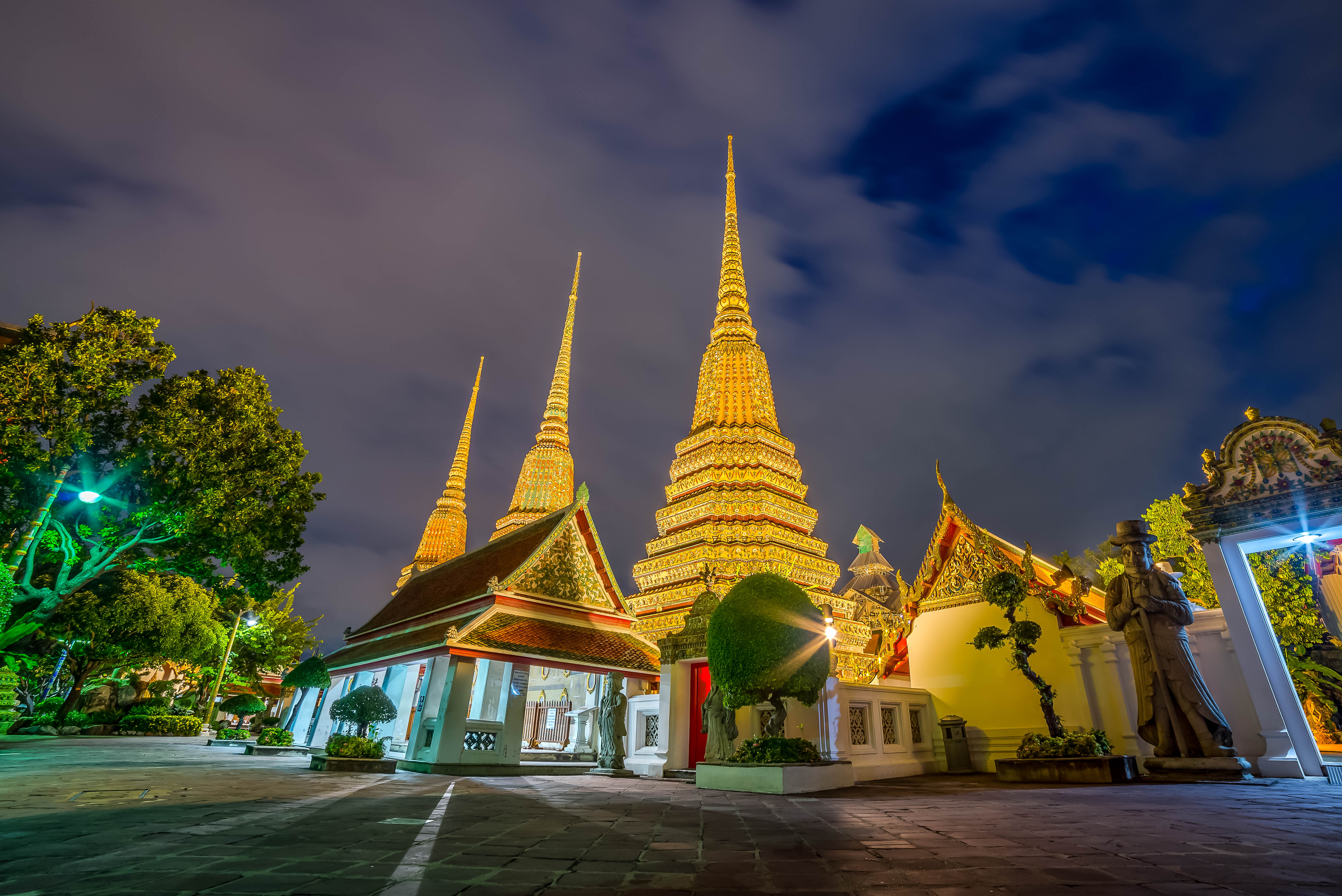
Wat Pho
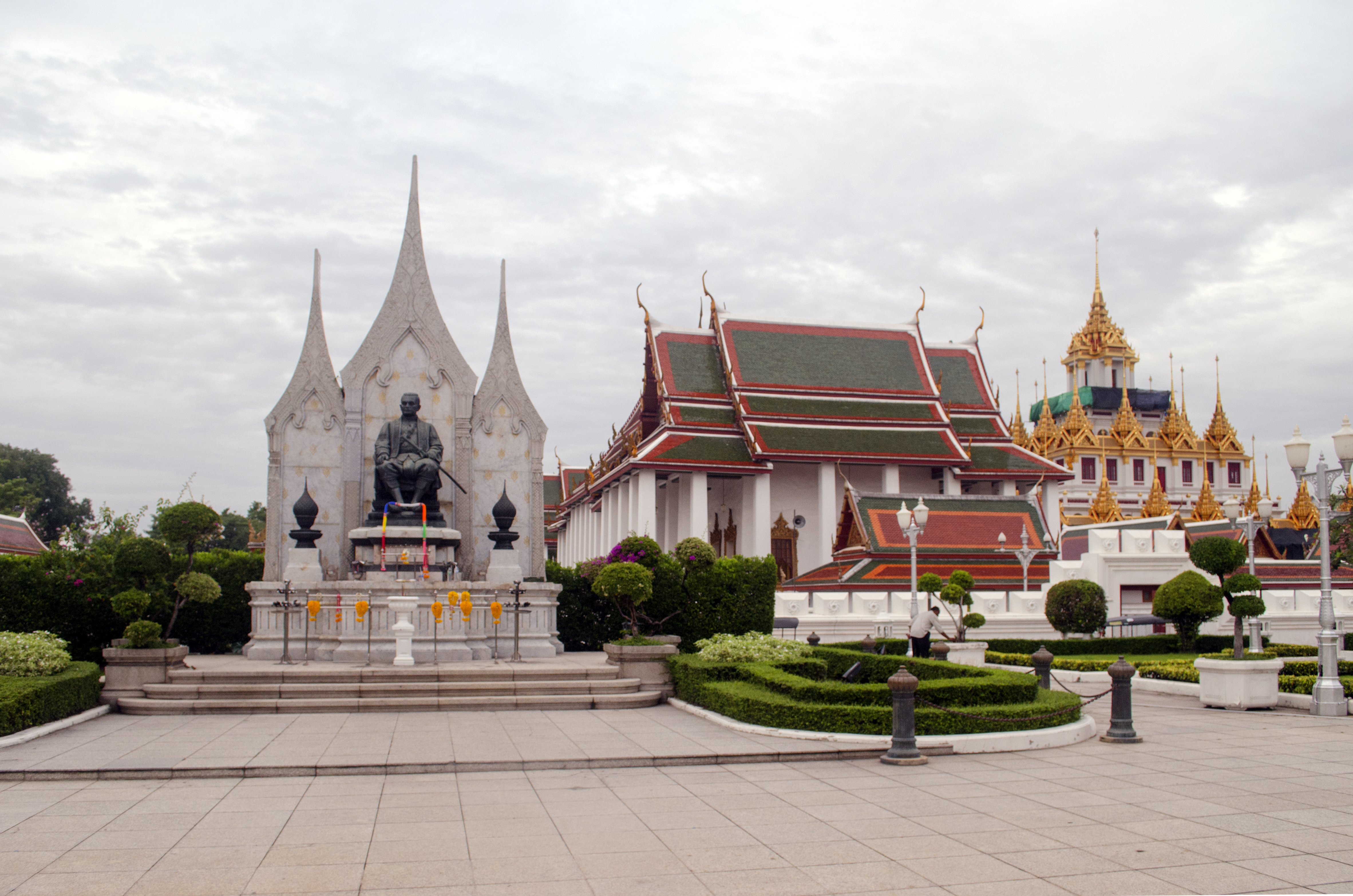
Đền tưởng nhớ Vua Rama III tại Lan Plabpla Maha Chedsada Bodin (phía trước),  Wat Ratchanadda với Loha Prasat (phía sau)
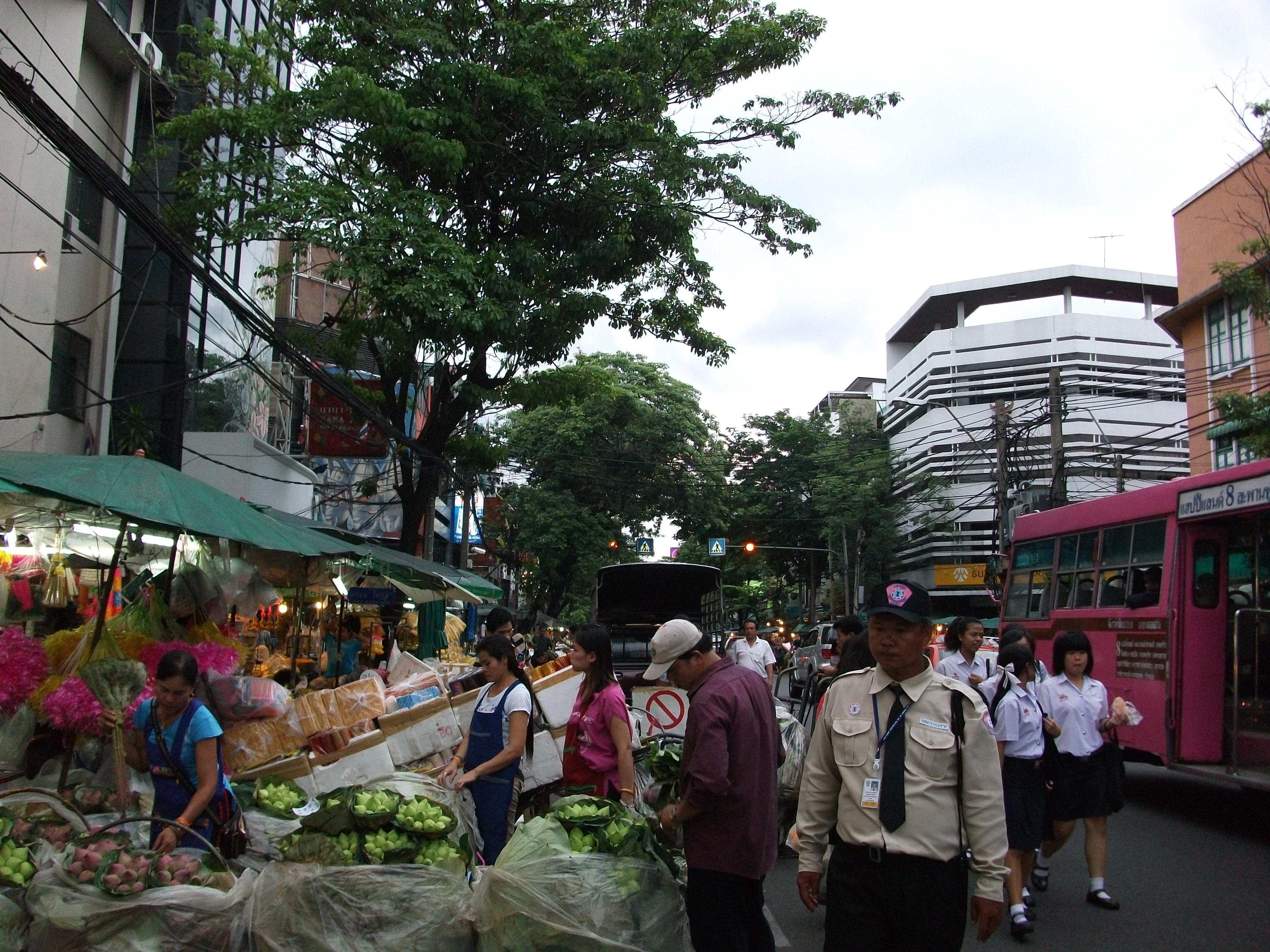
Pak Khlong Talat, chợ hoa lớn nhất Bangkok và Thailand
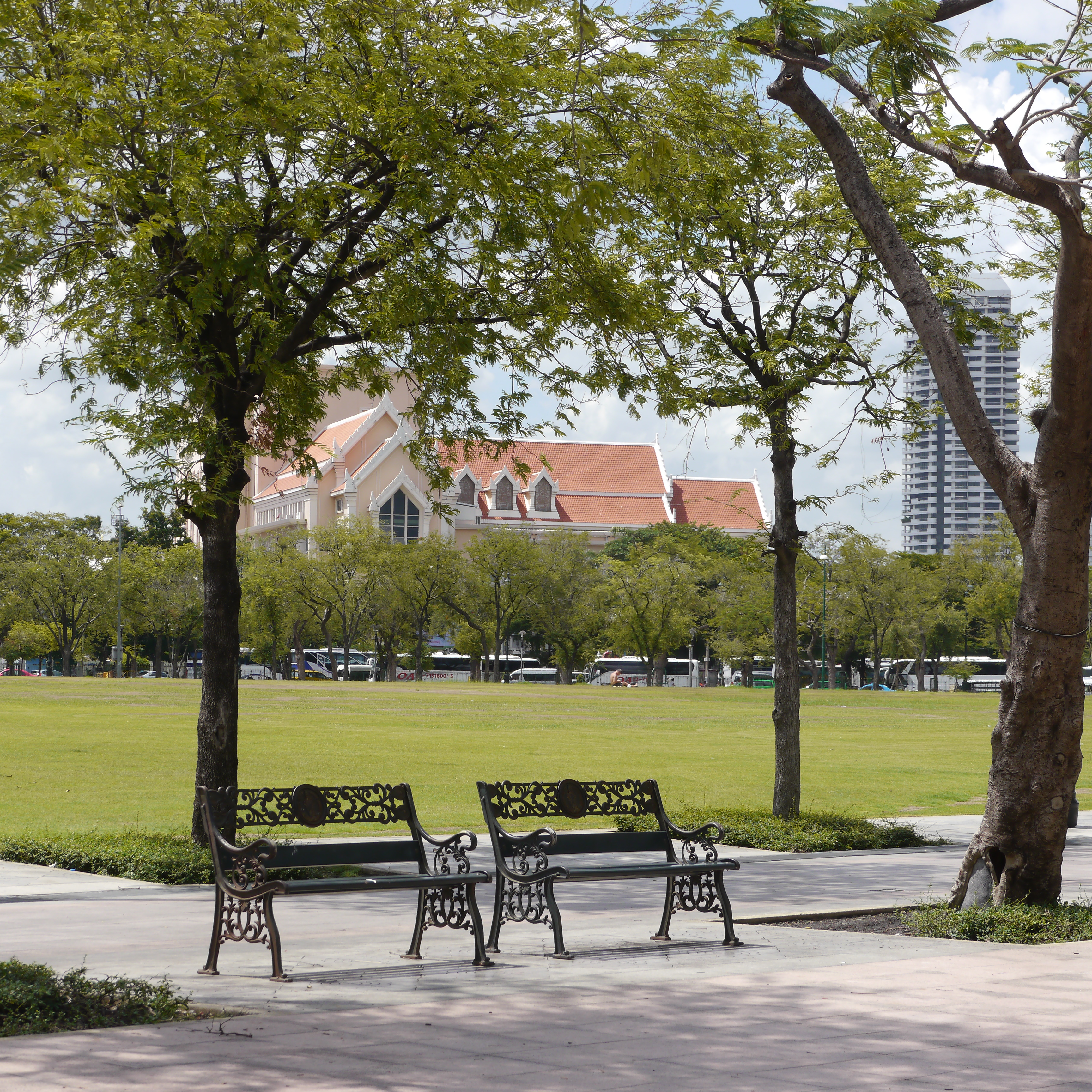
Sanam Luang

## Liên kết
- Tư liệu liên quan tới Phra Nakhon District tại Wikimedia Commons
- BMA website with the tourist sites of Phra Nakhon Lưu trữ ngày 2 tháng 7 năm 2005 tại Wayback Machine
- Phra Nakhon district office Lưu trữ ngày 18 tháng 11 năm 2005 tại Wayback Machine (Thai only)
- Lưu trữ ngày 5 tháng 12 năm 2017 tại Wayback Machine Phahurat from Travel Section of The Manager (Thai only)